# Ričard Nikolaevič Viktorov
Ričard Nikolaevič Viktorov (Tuapse, 1º novembre 1929 – Mosca, 8 settembre 1983) è stato un regista sovietico.

## Filmografia parziale

### Regista
- Perechodnyj vozrast (1968)
- Perestupi porog (1970)
- Obelisk (1977)